# Mars 1758
Cette page présente les faits marquants du mois de mars 1758.

## Événements
- 21 mars : les Marathes prennent Sirhind puis Lahore le 20 avril[1].